# Nympharescus turbatus
Nympharescus turbatus es una especie de insecto coleóptero de la familia Chrysomelidae.
Fue descrita científicamente en 1913 por Weise.